# 스키야바시 지로

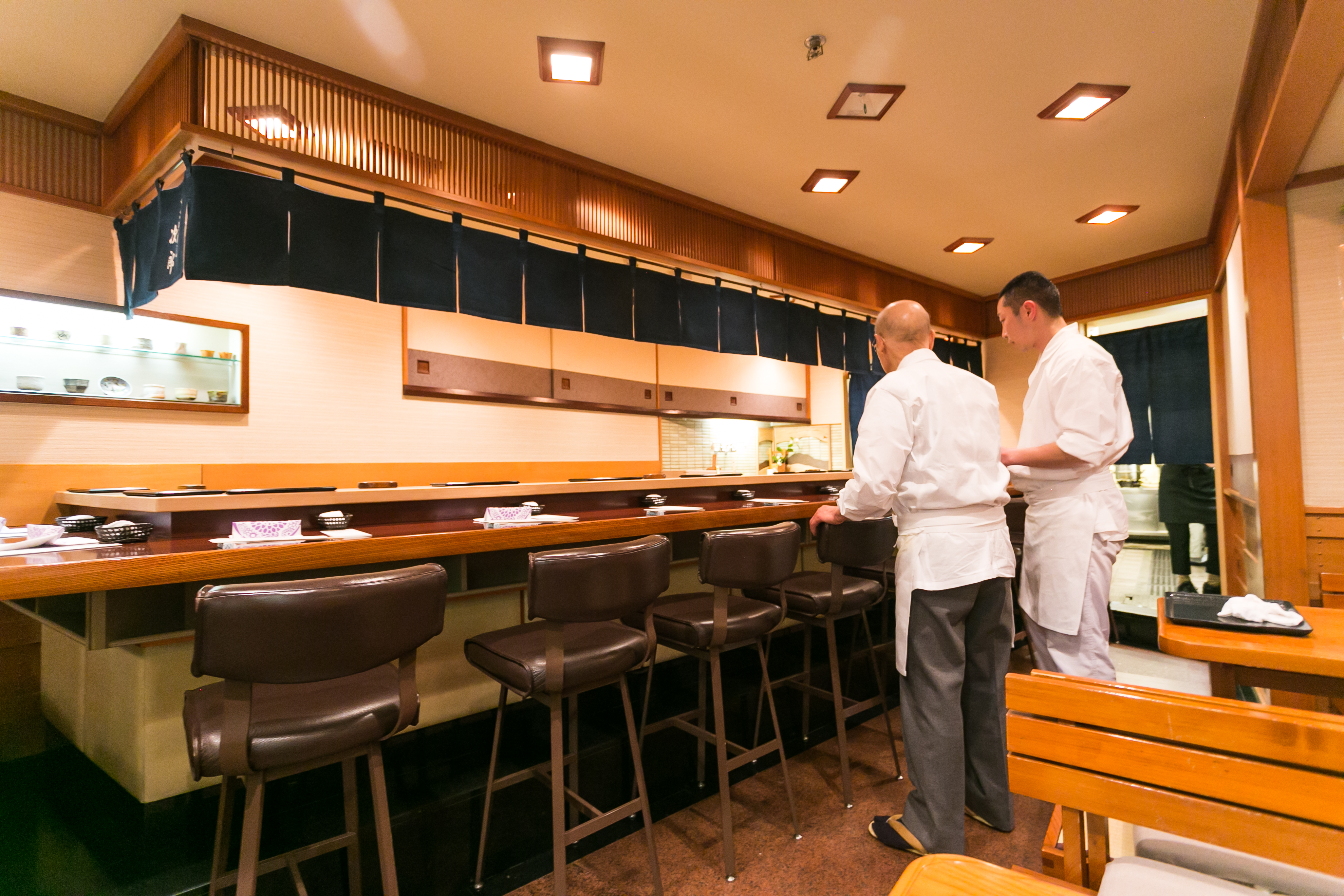

스키야바시 지로(すきやばし次郎)는 일본 주오구 (도쿄도) 긴자에 있는 스시 레스토랑이다. 스시 마스터 오노 지로가 소유하고 운영하고 있다. 미쉐린 가이드에서 별 3개를 받은 세계 최초의 스시 레스토랑이지만, 일반인의 예약을 받지 않고 대신 컨시어지를 통해 예약해야 하기 때문에 2019년 11월 미쉐린 가이드에서 제외되었다.
레스토랑 자체에는 카운터 좌석이 10개밖에 없다. 그의 아들 타카시가 운영하는 2성급 지점은 미나토구 (도쿄도)의 롯폰기 힐스에 있다. 고(故) 프랑스 셰프 조엘 로뷔숑은 이 레스토랑이 자신이 세계에서 가장 좋아하는 곳 중 하나였으며 스시가 예술이라는 사실을 가르쳐 주었다고 말했다.

## 버락 오바마 방문

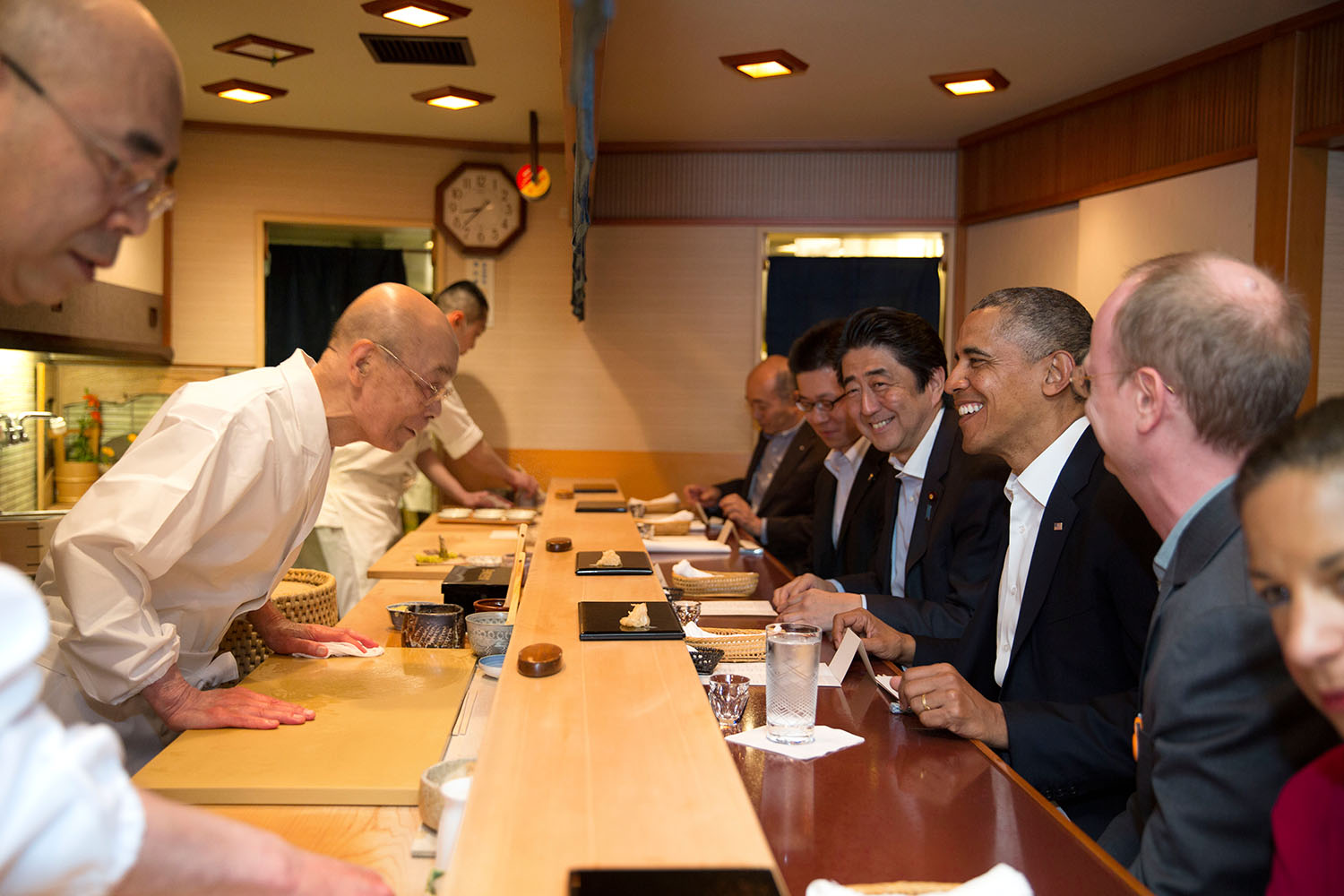

버락 오바마 미국 대통령은 2014년 4월 23일 아베 신조 일본 총리와 함께 식당에서 식사를 했다. 오바마가 스시를 완성했는지 여부에 대해 상충되는 보고가 있지만, 아베 총리는 "오바마가 '내가 먹어본 스시 중 내 인생 최고'라고 선언했다"고 말했다.